# Turakhan Bey
Turakhan Bey (... – 1456) è stato un generale ottomano durante il XV secolo, che servì sotto gli ordini del sultano Murad II.
Questo generale è ricordato nella storia, perché nel 1430 il sultano Murad II gli affidò degli eserciti molto forti, per poter così fermare l'avanzata dell'esercito bizantino in Grecia, che era condotta dal despota Costantino Paleologo, il quale aveva riconquistato per l'impero bizantino praticamente tutto il Peloponneso, tranne due cittadine dove i veneziani opposero una strenua difesa. Il sultano ottomano, aveva capito quanto fosse pericolosa questa situazione, che poteva nuovamente far tornare in vita l'impero bizantino, quindi immediatamente armò dei forti eserciti di cui Turakhan Bey ebbe l'onore di comandare, egli li condusse in Beozia, dove Costantino con le sue armate stava invadendo il territorio dell'impero ottomano, il generale turco grazie alla grandissima superiorità numerica riuscì a sconfiggere il despota, che tornò nei suoi possedimenti, l'impero bizantino aveva così perso la sua ultima possibilità di rinascere, e ciò che lo attenderà ventitré anni dopo sarà la caduta di Costantinopoli.